# جيمس ميتشل (منافس ألعاب قوى)
جيمس ميتشل (بالإنجليزية: James Mitchel)‏ هو منافس ألعاب قوى أمريكي، ولد في 30 يناير 1864 في مقاطعة تيبيراري في جمهورية أيرلندا، وتوفي في 3 يوليو 1921 في نيويورك في الولايات المتحدة.

## وصلات خارجية
- جيمس ميتشيل على موقع اللجنة الأولمبية الدولية (الإنجليزية)
- جيمس ميتشيل على موقع أوليمبيديا (الإنجليزية)